# 愛知県陶磁美術館

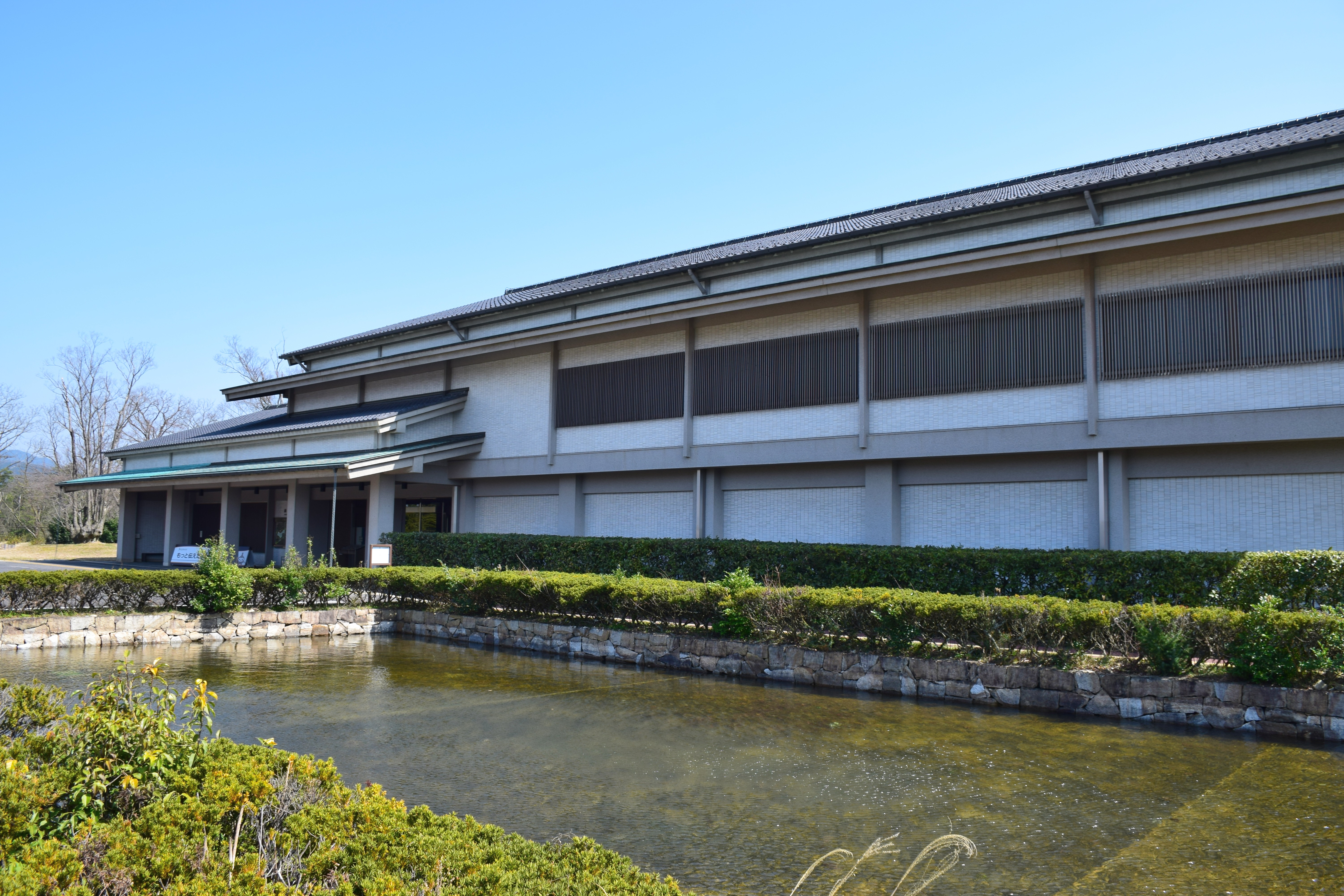
南館

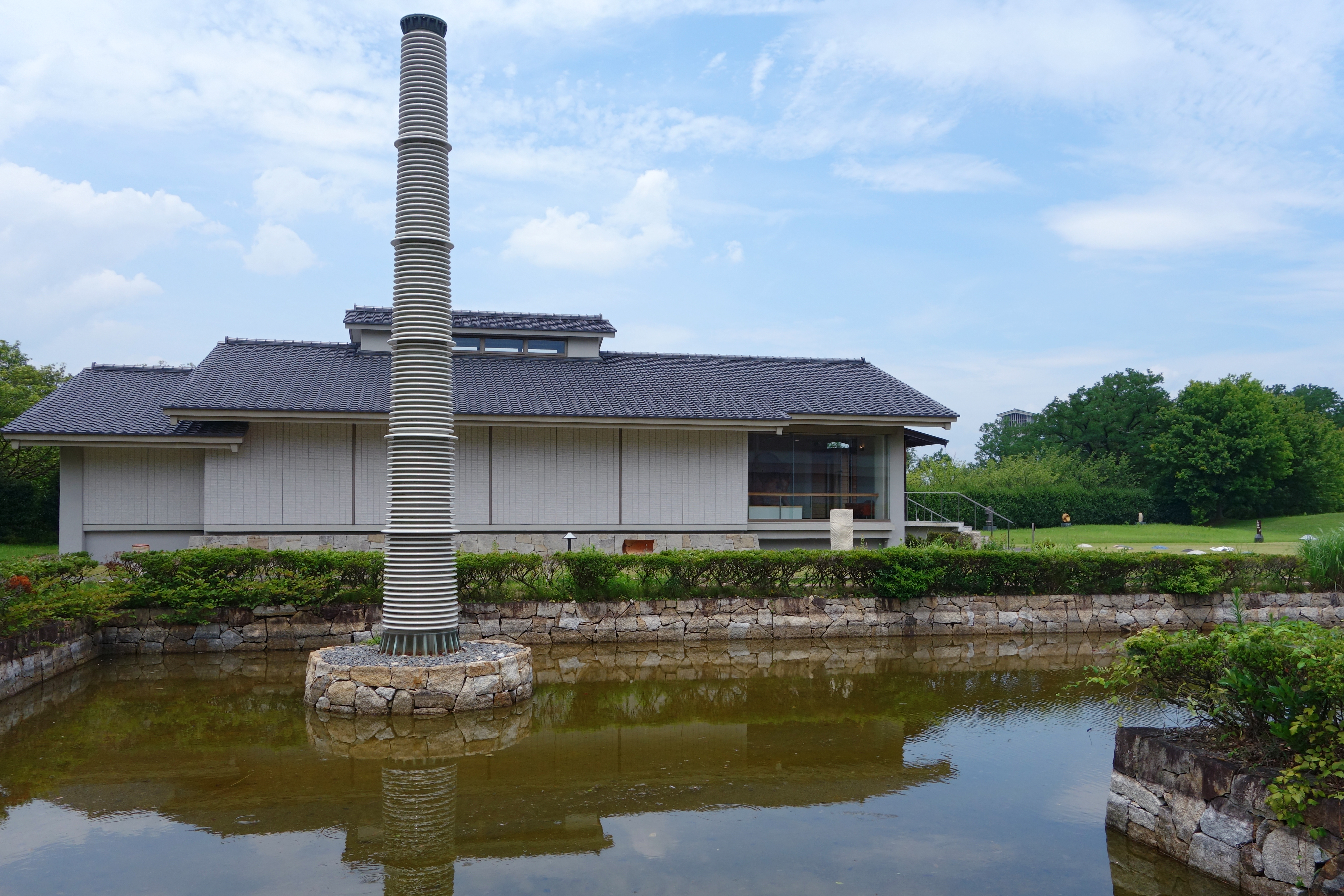
西館

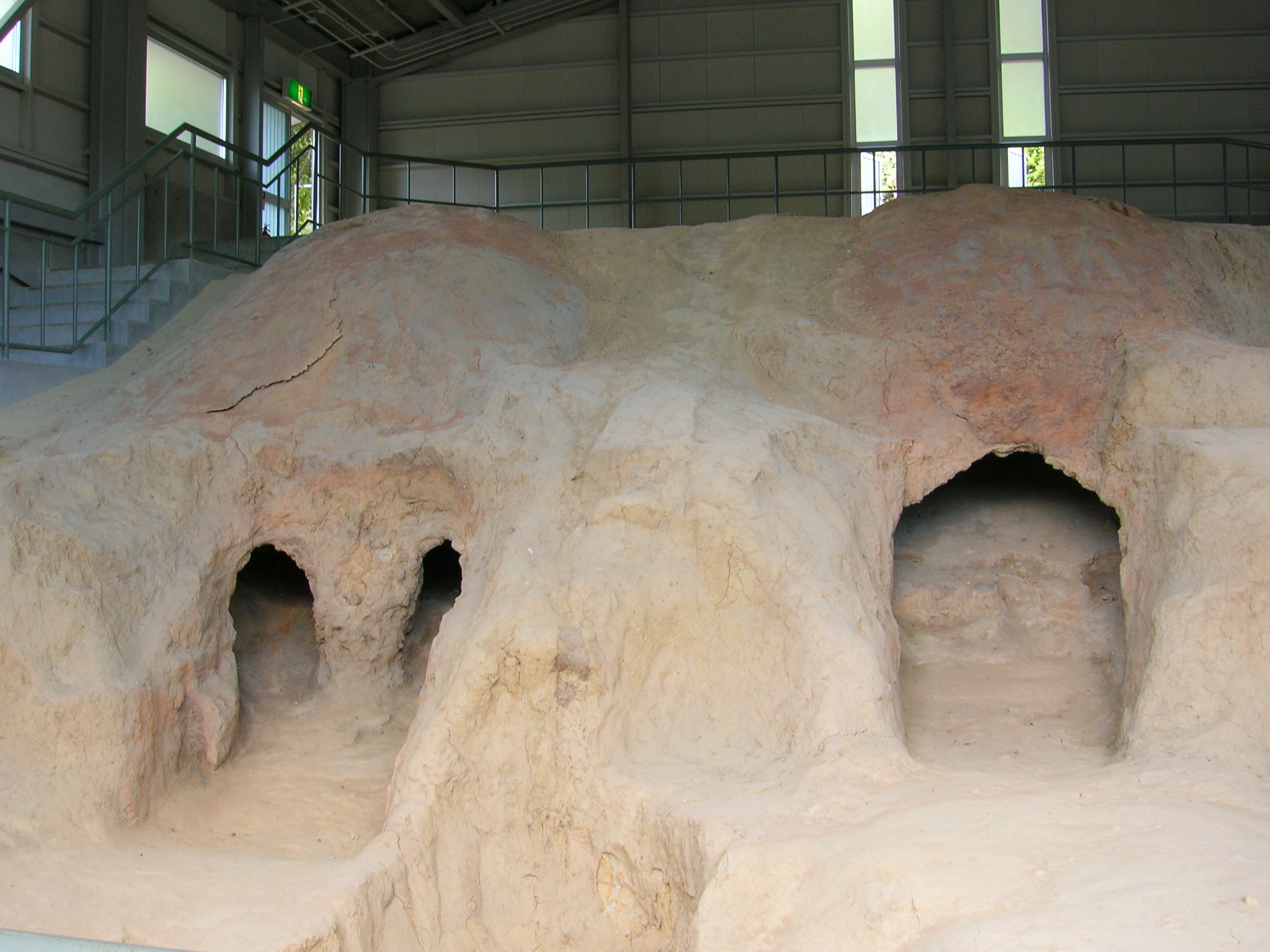
古窯館（南山9-A・9-B号窯）

愛知県陶磁美術館（あいちけんとうじびじゅつかん）は、愛知県瀬戸市にある陶磁器の県立博物館。旧名称は愛知県陶磁資料館（あいちけんとうじしりょうかん）。

## 沿革
愛知県の100周年記念事業として、1972年（昭和47年）に建設が計画された。しかし翌1973年秋のオイルショックに伴う経済の低成長のあおりを受け、規模は半分になった。
1978年（昭和53年）6月1日、「愛知県陶磁資料館」として開館。その後、1990年度（平成2年度）に最初の計画どおりの規模への拡張工事がスタート。増改築された陶磁資料館は1994年（平成6年）7月に完成し、第2回愛知まちなみ建築賞を受賞している。
当初は猿投山麓の窯跡（猿投窯）の資料の保存を目的としたが、近年は現代の陶芸作品や世界のやきもの全般にわたった企画展に力を入れている。2013年（平成25年）6月1日に現在の名称に改称した。

## 特徴
森に囲まれた丘陵地にあって、本館・南館・西館・陶芸館・古窯館・茶室「陶翠庵」から成る。本館は地下1階・地上3階に7つの展示室とギャラリー（特別展示室）、ショップ、レストラン「とうじ」、図書室（蔵書数約17,000冊）が設けられており、日本の陶磁器の歴史、外国の陶磁器の常設展や特別展・企画展が行われる。南館は2つの展示室に、子ども向けに平易に解説した展示や体験コーナーを設ける。西館には陶製の狛犬のコレクション（愛知県指定有形民俗文化財）を展示する。陶芸館では製作体験ができる（有料）。古窯館では平安時代から鎌倉時代まで使用された窯跡（南山8号・9-A〜D号窯）を、また復元古窯では室町時代に使用されていた大窯や江戸時代の登り窯を復元したものを見学することができる。
2008年（平成20年）に発足した日本の陶磁専門公立博物館で構成される組織「陶磁ネットワーク会議」の創立メンバーである。

## 文化財
重要文化財
- 猿投灰釉多口瓶（さなげかいゆうたこうへい） - 平安前期
- 渥美灰釉芦鷺文三耳壺（あつみかいゆうあしさぎもんさんじこ） - 平安末期
- 陶製五輪塔 久安二年（1146年）銘 - 平安末期（静岡県湖西市の湖西窯産）

愛知県指定有形文化財
- 陶製牡丹文経筒外容器（きょうづつ がいようき）[4] - 平安末期
- 猿投灰釉短頸壺（さなげかいゆうたんけいこ） - 平安中期
- 鉄釉巴文瓶子（てつゆうともえもんへいし） - 鎌倉末期
- 猿投灰釉短頸壺及び平瓶 - 平安前期

愛知県指定有形民俗文化財
- 陶製狛犬コレクション - 210躯

## 利用情報
観覧料
- 常設展示：一般400円、高校生・大学生300円、中学生以下無料
- 企画展示・特別企画展示の料金はその都度定める

開館時間
- 10月1日 - 6月30日：9時30分 - 16時30分（入館は16時まで）
- 7月1日 - 9月30日：9時30分 - 17時（入館は16時30分まで）

休館日
- 毎週月曜日（祝日の場合は開館、直後の平日を休館）及び12月28日 - 1月4日

## ギャラリー

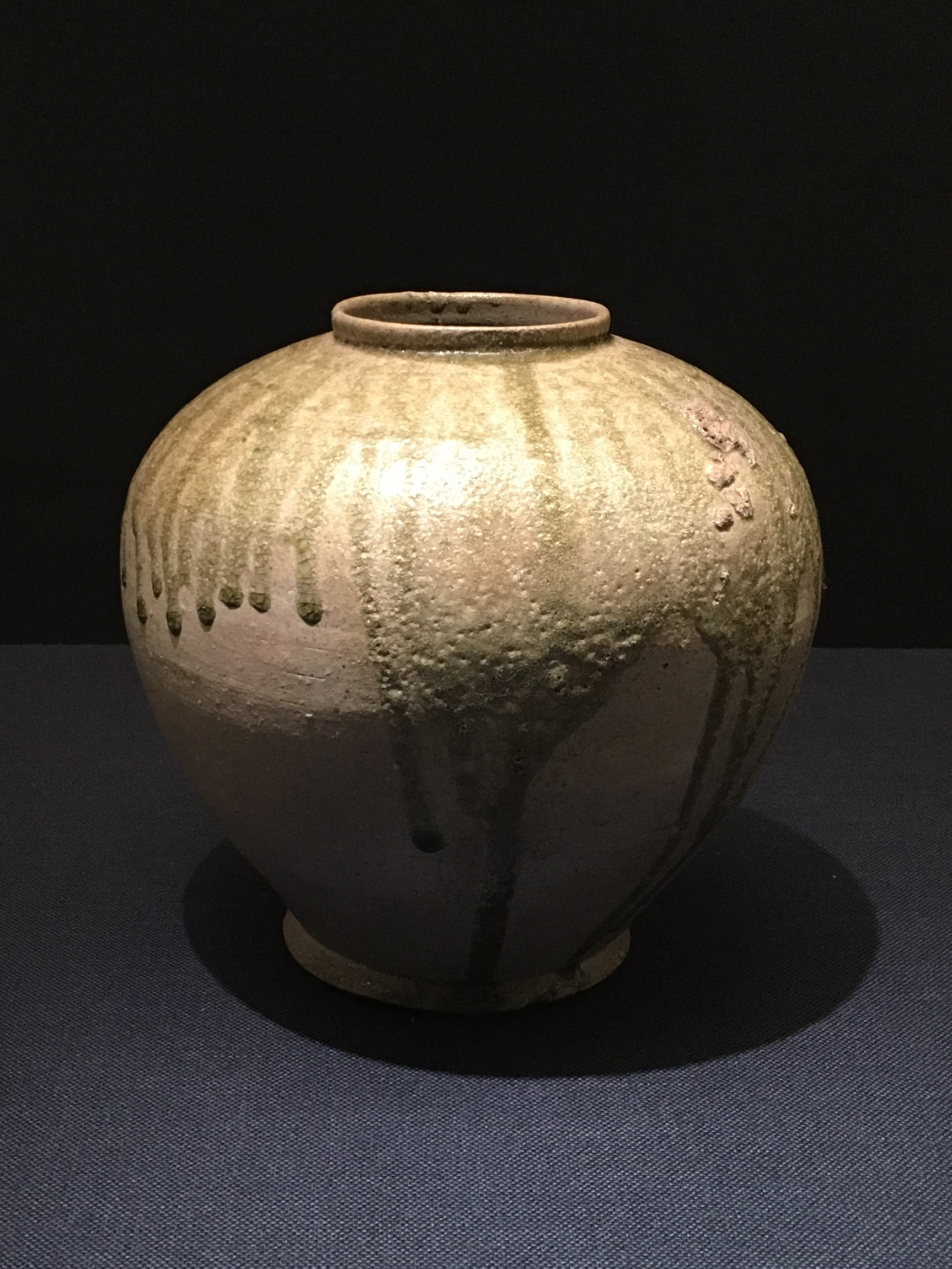
猿投灰釉短頸壺（愛知県指定有形文化財）9世紀
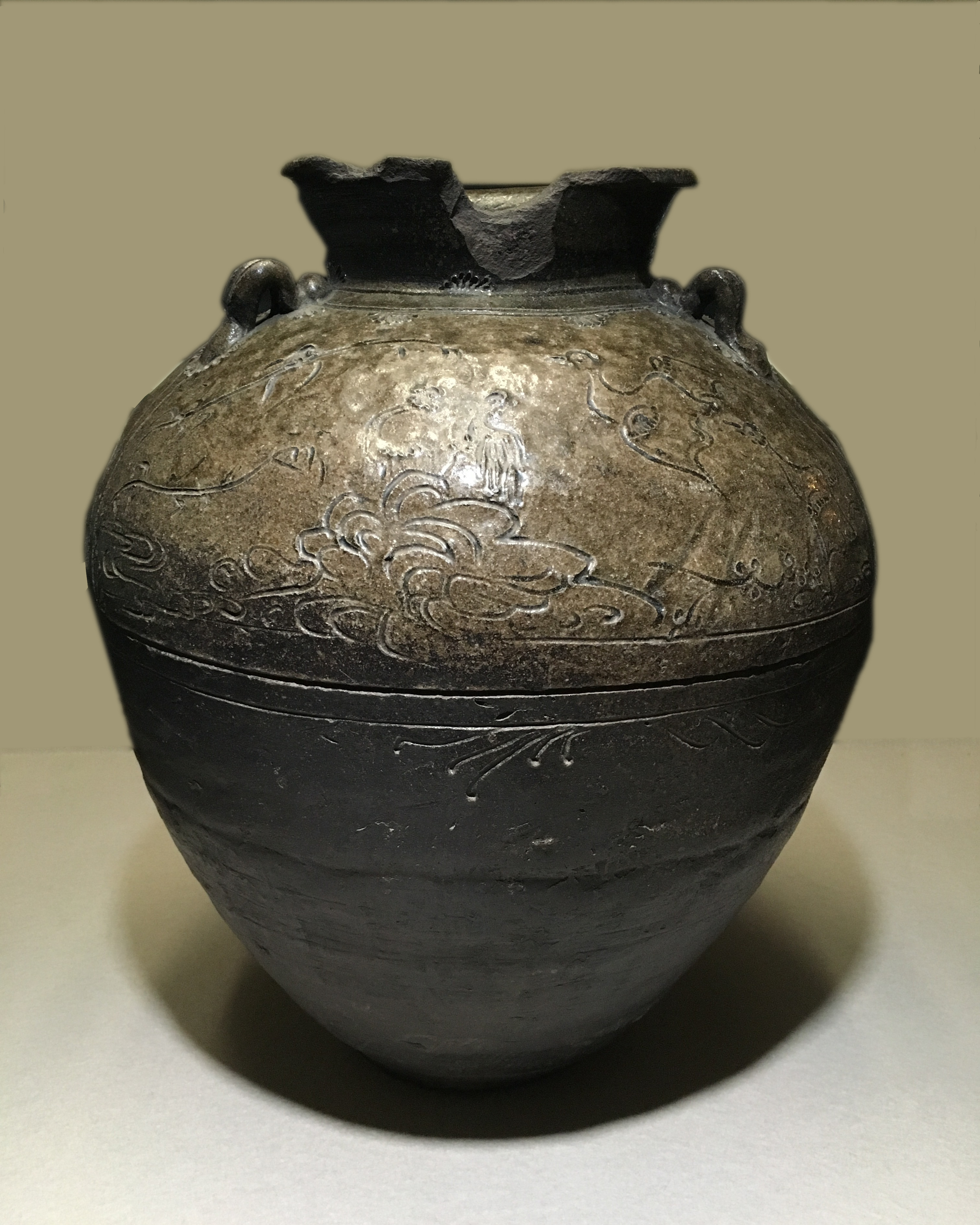
渥美芦鷺文三耳壺（重要文化財）
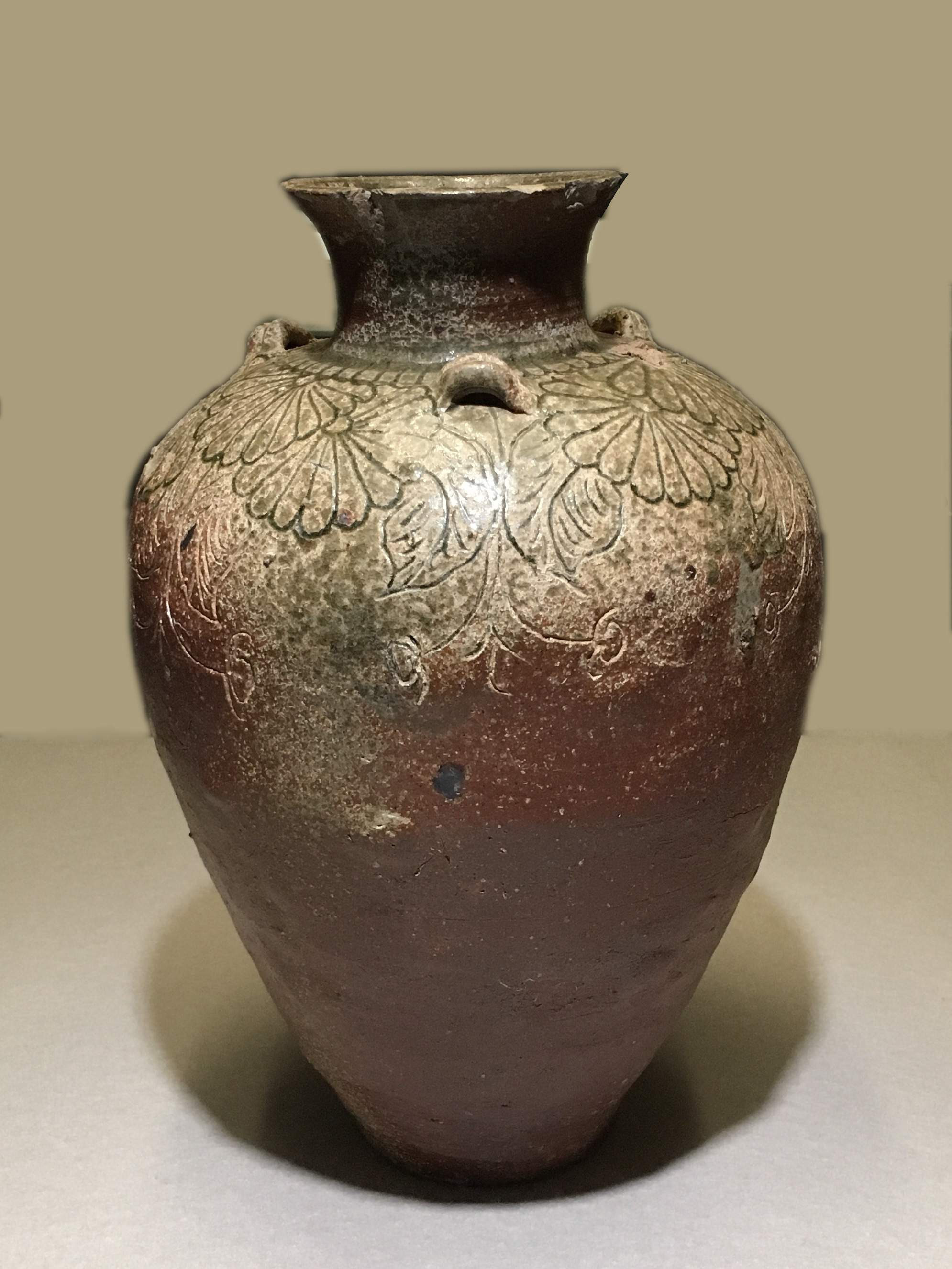
丹波菊花文三耳壺（重要文化財、寄託品）
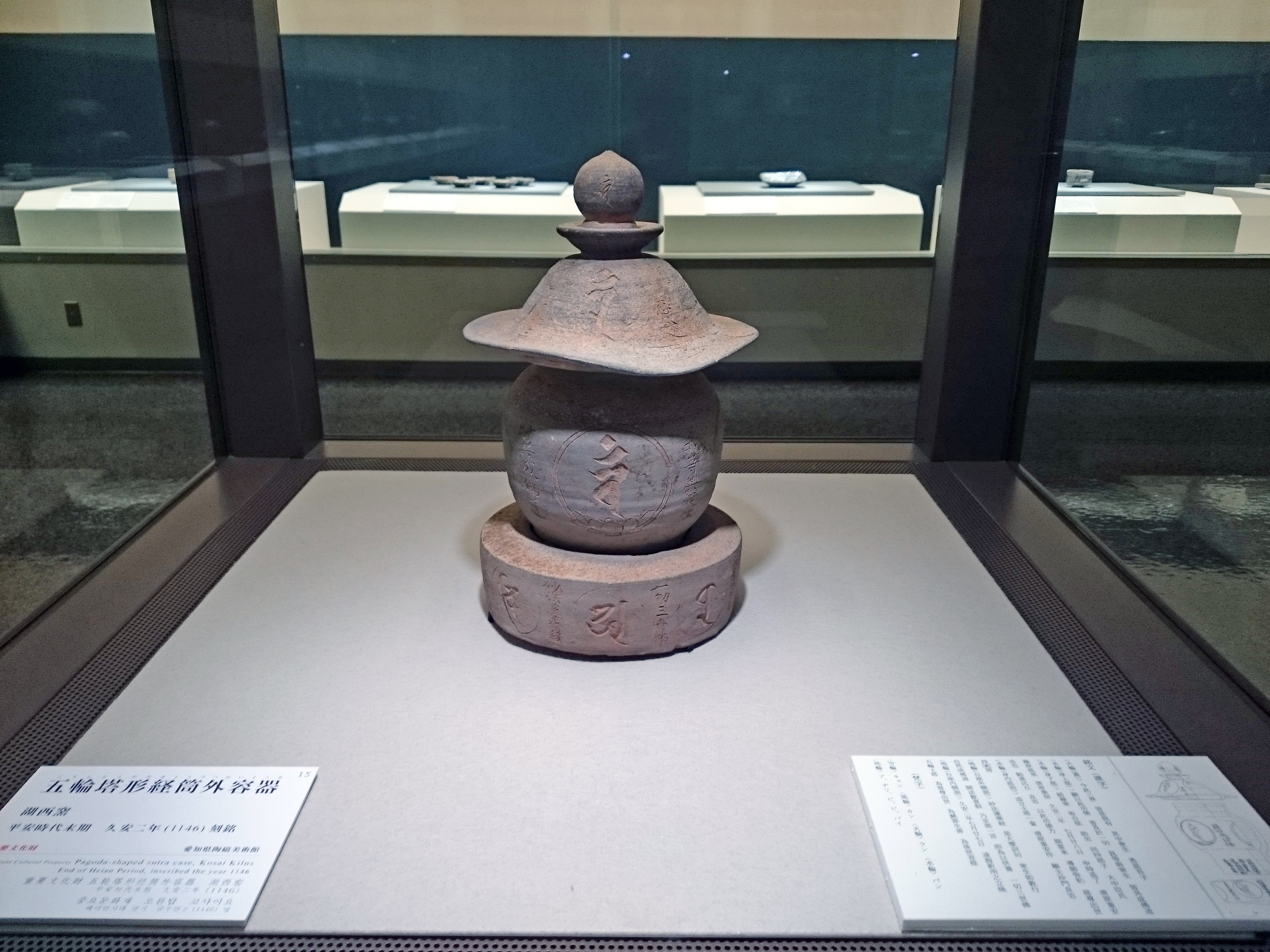
湖西窯・久安2年（1146年）銘陶製五輪塔（重要文化財）

## 交通アクセス
- 愛知高速交通東部丘陵線（リニモ） 陶磁資料館南駅下車、徒歩で約600メートル。
- 名古屋市営地下鉄東山線 藤が丘駅下車タクシーで約20分。
- 名鉄瀬戸線 新瀬戸駅または尾張瀬戸駅下車タクシーで約15分。
- 愛知環状鉄道・愛知環状鉄道線 瀬戸市駅下車タクシーで約15分。
- 名鉄バス（土・日・祝日のみ、5便/日）
  - 名鉄瀬戸線 尾張瀬戸駅から約21分。
  - 愛・地球博記念公園駅から約5分。
- 東名高速道路 名古屋ICから約10キロメートル。
- 名古屋瀬戸道路 長久手ICから約5キロメートル。
- 駐車場：無料250台。

### 収蔵物
- 猿投灰釉多口瓶 - 文化遺産オンライン（文化庁）
- 渥美灰釉芦鷺文三耳壺 - 文化遺産オンライン（文化庁）
- 陶製五輪塔 - 文化遺産オンライン（文化庁）
- 灰釉多口瓶　(国有形(工芸)) - 瀬戸市
- 渥美灰釉芦鷺文三耳壺　(国有形(工芸)) - 瀬戸市
- 陶製五輪塔　(国有形(工芸)) - 瀬戸市
- 陶製牡丹文経筒外容器　(県有形(工芸)) - 瀬戸市
- 猿投灰釉短頸壺　(県有形(工芸)) - 瀬戸市
- 鉄釉巴文瓶子　(県有形(工芸)) - 瀬戸市
- 猿投灰釉短頸壺及び平瓶　(県有形(考古資料)) - 瀬戸市
- 陶製狛犬コレクション　(県有形(民俗)) - 瀬戸市